# Jaśki (województwo podlaskie)
Jaśki – wieś w Polsce położona w województwie podlaskim, w powiecie suwalskim, w gminie Raczki.
| SIMC    | Nazwa          | Rodzaj    |
| ------- | -------------- | --------- |
| 1013513 | Linia Podleśna | część wsi |
| 1013602 | Pod Białą      | część wsi |

Wieś magnacka położona była w końcu XVIII wieku w powiecie grodzieńskim województwa trockiego. W latach 1975–1998 miejscowość administracyjnie należała do województwa suwalskiego.